# 141-я стрелковая дивизия (1-го формирования)
Не следует путать со 141-й стрелковой дивизией 2-го формирования
141-я стрелковая дивизия (141 сд) — воинское соединение Вооружённых Сил СССР, принимавшее участие в Великой Отечественной войне.
В составе Действующей армии: 17 — 29 сентября 1939 года, 22 июня — 19 сентября 1941 года.

## История
141-я стрелковая дивизия была сформирована в 1939 году в Харьковском военном округе на базе 239-го стрелкового полка 80-й стрелковой дивизии им. Пролетариата Донбасса.
С 17 по 29 сентября 1939 года принимала участие в польской кампании в составе Украинского фронта, после чего была передислоцирована в КОВО.
28 июня советские войска начали операцию по занятию территории Северной Буковины и Бессарабии. 141-я стрелковая дивизия, находившаяся в составе 15-го стрелкового корпуса 12-й армии, двигалась в район Залещиков, где, заняв мост, продвинулась на юго-восток до Кадобестэ.
Начало Великой Отечественной войны застало дивизию на днёвке в районе Щасновки. В ночь на 23 июня она ночным маршем вышла в район Збаража.
26 июня 141-я стрелковая дивизия совместно со 139-й стрелковой дивизией обороняла рубеж Новый Почаев — Гологуры и во второй половине дня успешно отразила танковую атаку на Новый Почаев. Утром 28 числа 37-му стрелковому корпусу, в который входила дивизия, в целях обеспечения действий 8-го механизированного корпуса в районе Дубно и облегчения положения правого фланга 6-й армии был дан приказ в 8 часов начать наступление и к исходу дня выйти на рубеж Болдуры — Станиславчик — Полонична, однако оно развивалось крайне медленно и существенных результатов не дало. 29 июня корпусу было приказано отойти и закрепиться на рубеже Новый Почаев — Ясенов.
На 3 июля дивизия, не имевшая к этому моменту связи со штабом корпуса, находилась в районе Кузьмина. 9 июля 37-й стрелковый корпус продолжал движение в район Панасовки и Филинцев, где 141-я стрелковая дивизия должна была прикрыть рубеж Семёнов — Вишнеполь. В 16:00 на рубеже Любар — Авратин он был атакован противником силой до 50 танков, подержанных мотопехотой, но сумел отразить атаку. В течение 10 июля 141-я стрелковая дивизия вела бой восточнее Авратина и Малого Браталова.
11 июля 37-й стрелковый корпус, выполняя приказ, вёл наступление в направлении Молочек и Браталова. Его 141-я стрелковая дивизия овладела Малым Браталовым и Выгнанкой. Утром следующего дня корпус был атакован немцами из района Татариновки. 13 июля части корпуса под напором противника отошли. 141-я стрелковая дивизия была выведена во второй эшелон в район хуторов Милецкий и Семки.
18 июля дивизия, отразив атаку немцев из Хомутинцев, удерживала рубеж Писаревка — Янов. В ночь на 20 июля она находилась на рубеже Прилука — Турбов, а утром вместе с приданными ей отрядами 211-й воздушно-десантной бригады и 551-го стрелкового полка отходила к Должку, Очеретно и Иогановке.
Будучи в составе частей, прикрывавших выход 6-й армии на восточный берег реки Роська, 141-я стрелковая дивизия 22 июля оборонялась на рубеже ст. Андросовка — Очеретно — (иск.) Зозов. Вечером немцы атаковали её позиции и отбросили её к Малинцам и Нападовке.
Части 6-й армии, ведя сдерживающие бои на рубеже Наказное — Васильковцы — Должок — Зозов, к утру 24 июля отошли на рубеж Старо-Животов — Скала — Богдановка — (иск.) Россоше. Одновременно во взаимодействии с 12-й армией 37-й и 49-й стрелковые корпуса со второй половины предыдущего дня вели бои в целях прорыва окружения в направлении Ситковцев и Тетиева. К 6 часам утра 141-я стрелковая дивизия отошла к Кожанке.
Утром 25 июля дивизия произвела отход на рубеж (иск.) Скала — Медовка — Чагов. 26 июля командующий 6-й армией приказал своим частям выходить из окружения, 141-я стрелковая дивизия вместе с 16-м мехкорпусом оставлялась в качестве прикрытия.
2 августа 141-я стрелковая дивизия вместе с другими частями 6-й и 12-й армий попала в окружение под Уманью. На этот момент 16 мехкорпус, в который была включена дивизия, находился на рубеже (иск.) Свинарка — Коржевый Кут — (иск.) Дубово. В ходе ликвидации котла дивизия была уничтожена. Официально расформирование произошло 19 сентября 1941 года.

## Состав
Боевой состав на 22.06.41:(два сп, один гап)
- 687-й стрелковый полк (дислокация львовская область)
- 745-й стрелковый полк (дислокация львовская область)
- 796-й стрелковый полк (дислокация сев.Киевской области)
- 253-й гаубичный артиллерийский полк(дислокация юг житомирской области)
- 348-й артиллерийский полк(дислокация сев. Львовской области)
- 210-й отдельный истребительно-противотанковый дивизион
- 332-й отдельный зенитный артиллерийский дивизион
- 138-й разведывательный батальон
- 207-й сапёрный батальон
- 201-й отдельный батальон связи
- 146-й медико-санитарный батальон
- 141-й взвод дегазации
- 153-й автотранспортный батальон
- 153-й полевой хлебозавод
- 174-я полевая почтовая станция
- 347-я полевая касса Госбанка

## Подчинение
| На дату    | Фронт              | Армия            | Корпус                       |
| ---------- | ------------------ | ---------------- | ---------------------------- |
| 22.06.1941 | Юго-Западный фронт | 6-я армия (СССР) |                              |
| 01.07.1941 | Юго-Западный фронт | 6-я армия (СССР) | 37-й стрелковый корпус       |
| 26.07.1941 | Юго-Западный фронт | 6-я армия (СССР) |                              |
| 27.07.1941 | Юго-Западный фронт | 6-я армия (СССР) | 16-й механизированный корпус |
| 10.07.1941 | Юго-Западный фронт | 6-я армия (СССР) | 37-й стрелковый корпус       |
| 01.08.1941 | Южный фронт        | 6-я армия (СССР) | 37-й стрелковый корпус       |
| 06.08.1941 | Южный фронт        | 6-я армия (СССР) | 16-й механизированный корпус |

## Командиры
- Тонконогов, Яков Иванович (16.08.1939 — 09.08.1941), генерал-майор